# 傅山

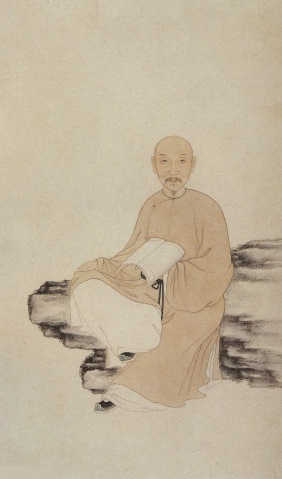
傅山画像

傅 山（ふ ざん、万暦35年閏6月19日（1607年8月11日） - 康熙23年6月12日（1684年7月23日））は、明末清初の文人、画家。もとの名は鼎臣、字は青竹。後に名を山、字を青主と改めた。号は嗇廬、公之它、朱衣道人、石道人、随厲、六持、丹崖翁、濁堂老人、青羊庵主、紅葉楼主、不夜庵老人、酒道人、酒肉道人、僑黄老人、五峯道人、龍池道人、聞道下士、観化翁、霜翁など。太原府陽曲県の人。

## 生涯
若い頃から異常な才稟があり、一度目に映った文字は必ず暗唱したという。広く経史、諸子百家の説に通じ太原で明経に及第したが、明朝滅亡以後は道士の格好で医術を施し生計とした。康熙18年（1679年）になって齢70余りにして博学鴻儒科に推薦され北京に召されたが重病を称して城西の古寺にこもって試験を拒絶し、中書舎人に任命されたが老病を理由に辞し帰った。
画人としては山水、墨竹を得意とし、書家としては隷書と金石の篆刻に通じ、趙執信によって本朝第一と推奨された。傳山は自重してみだりに筆を執らず、一字千金と貴ばれた。詩文にも巧みで『霜紅龕集』という詩集がある。